# بيتر باش
بيتر باش (بالإنجليزية: Peter Bach)‏ هو طبيب أمريكي، ولد في 1964.